# Modesto Leal
João Leopoldo Modesto Leal, titulado Conde Modesto Leal pela Santa Sé (Araruama, 1860 — Rio de Janeiro, 31 de outubro de 1939), foi um banqueiro, comerciante, empresário e político brasileiro.

## Biografia
Filho de João Antônio da Silva Leal e Amália Joaquina Modesto, Modesto Leal teve uma infância pobre, mas desde cedo já mostrava talento para o comércio. Na adolescência, trabalhou como vendedor de sucatas, tendo, posteriormente, feito fortuna com a compra e venda de sucata de navios, negociando imóveis e dedicando-se à agiotagem. No início do século XX, era o homem mais rico do Brasil.
Foi acionista da Companhia Jardim Botânico e de outras empresas de bonde. Tendo sido também proprietário de uma imensa chácara em Paquetá (mais especificamente na praia Grossa) e de trinta fazendas de café no Vale do Paraíba. Entre elas a Fazenda Ponte Alta, adquirida em 1900, no município de Vassouras, na época em que acontecia uma transição da agricultura para pecuária leiteira no Vale do Paraíba. Em 1936, D. Isabel Modesto Leal, neta do conde, era a proprietária da Fazenda Ponte Alta. D. Isabel era grande amiga do presidente Getúlio Vargas, e foi na propriedade que Getúlio comemorou os seus cinco últimos aniversários, além de ter visitado muitas vezes o local.
Modesto Leal faria doações milionárias à Santa Sé, tendo sido agraciado por esta com o título nobiliárquico de conde Modesto Leal.
Casou-se com D. Isabel Fernandes Moreira Modesto Leal, condessa Modesto Leal.
Modesto Leal também foi o responsável pela reforma da edificação que ficou conhecida como Palacete Modesto Leal, localizado na Rua das Laranjeiras, n.° 304, no bairro de Laranjeiras, na cidade do Rio de Janeiro. O palacete, adquirido por Modesto Leal em 1892, ocupa uma área de 50 mil metros quadrados, e sua configuração atual resulta de um projeto em estilo eclético, de Antônio Januzzi & Irmão, executado em 1900, sobre uma residência preexistente, datada de 1882. O palacete permanece como propriedade da família.

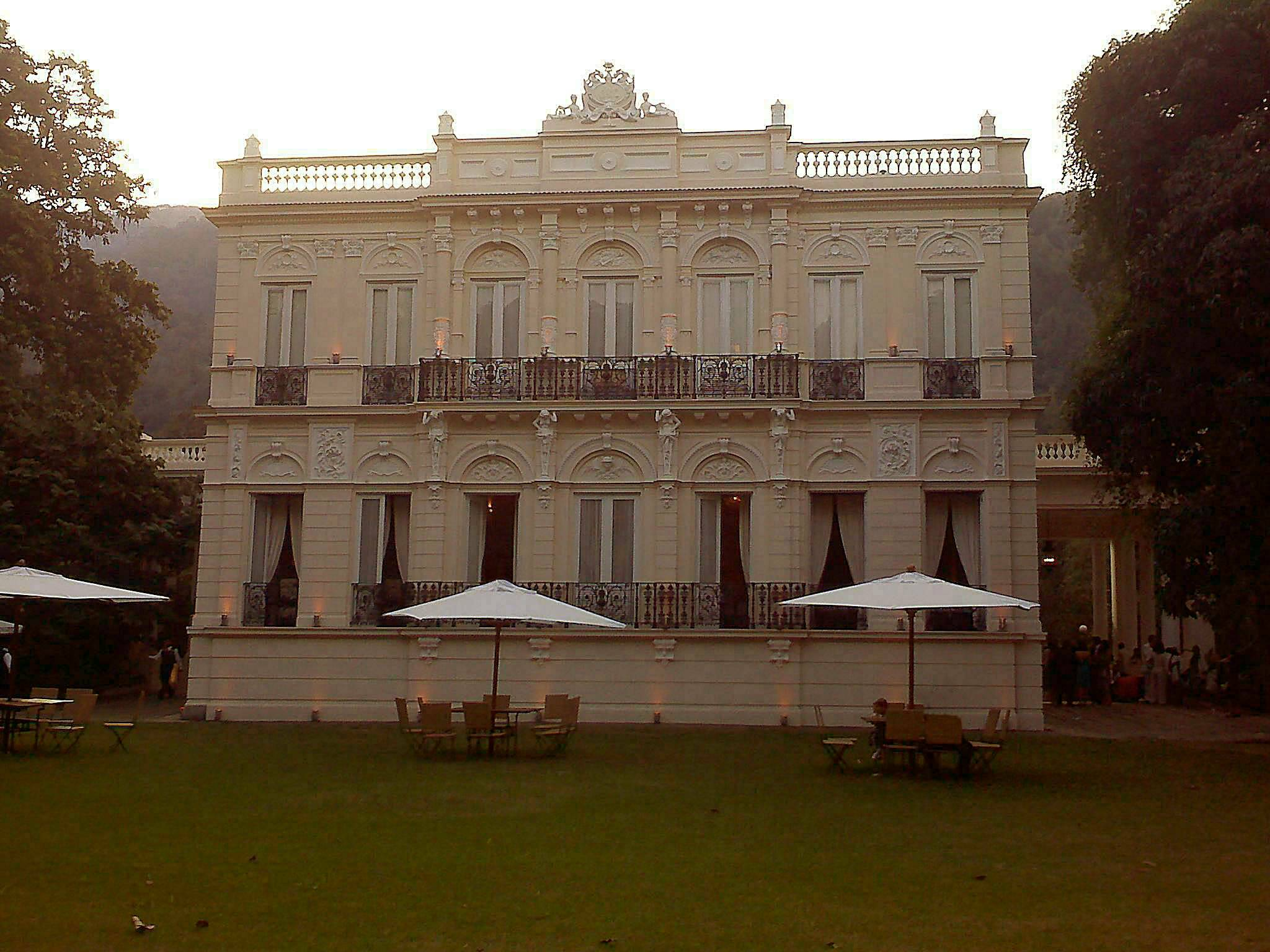
Palacete Modesto Leal.

O jornalista Zózimo Barroso do Amaral, dos jornais O Globo e Jornal do Brasil, criou o termo patricinha inspirado em uma trineta do conde Modesto Leal, a socialite Patrícia Leal - presença constante em suas colunas. O termo patricinha hoje em dia já é verbete dos dicionários Aurélio e Houaiss. Patrícia Leal também é trineta do barão de Bananal e sobrinha-trineta da viscondessa de São Francisco, tendo sido casada com Antenor Mayrink Veiga (neto), conhecido playboy carioca das décadas de 1980 e 1990, filho da socialite Carmen Mayrink Veiga e do empresário e playboy Antônio Alfredo Ribeiro Mayrink Veiga (mais conhecido como Tony Mayrink Veiga), e neto do empresário Antenor Mayrink Veiga, presidente do Banco do Comércio e Indústria do Rio de Janeiro, herdeiro e dono da empresa Casa Mayrink Veiga - holding que ia da mineração às finanças, tendo sido a representante de fornecedores de armamentos, munição e equipamentos para as Forças Armadas do Brasil desde a Guerra do Paraguai (1864-1870) até a década de 1980. Antenor Mayrink Veiga e seu filho Tony Mayrink Veiga também eram donos da Rádio Mayrink Veiga (1926-1965) - fechada após o golpe militar de 1964 -, e tinham outros negócios, como o arrendamento do cassino do Copacabana Palace - os empresários Antenor Mayrink Veiga e Ernesto G. Fontes alugavam o cassino do hotel de Octávio Guinle, à época considerado o cassino mais luxuoso do Brasil. Patrícia Leal têm dois filhos com o ex-marido. A trisavó de seu ex-marido, Carolina Maria Ferreira Mayrink, era prima próxima do visconde de Mayrinck e do conselheiro Mayrink. Seu ex-marido também é descendente do coronel Francisco de Paula Mayrink, este, membro de uma antiga e importante família de Ouro Preto, e irmão da musa Maria Doroteia Joaquina de Seixas Brandão, a famosa Marília de Dirceu, imortalizada nos versos do poeta inconfidente Tomás Antônio Gonzaga. Patrícia Leal também vem a ser uma descendente do conde Modesto Leal que continua proprietária do Palacete Modesto Leal, juntamente a outros descendentes do conde.